# Luxus (Album)
Luxus ist das achte Studioalbum des deutschen Rockmusikers Herbert Grönemeyer, das im September 1990 erschien.

## Entstehung und Veröffentlichung
Die Erstveröffentlichung von Luxus erfolgte am 17. September 1990 bei Electrola. Das Album erschien in seiner Originalausführung als CD (Katalognummer: 79 5068 2) und LP (Katalognummer: 79 5068 1) mit neun Titeln. Im Folgejahr erschien eine Englische ausgabe des Albums (Katalognummer: 724353084523).
Geschrieben und produziert wurden die Lieder vom Interpreten selbst. Während er beim Schreibprozess lediglich bei Hartgeld Unterstützung bekam, tätigte Grönemeyer die Produktion aller Lieder gemeinsam mit Norbert Hamm, dieser war zudem auch Koautor von Hartgeld. Die Aufnahmen zu Luxus begannen zur Zeit des Mauerfalls, im November 1989. Grönemeyer wollte nach dem großen Erfolg der popbeeinflussten Platte Ö zeigen, dass er auch weiterhin ernsthafte Themen angehen konnte. So konnte er die Euphorie der Wiedervereinigung nicht teilen, was sich im Stück Hartgeld zeigt, mit dem er auf einen drohenden Ausverkauf des Ostens aufmerksam machen wollte. Auch Deine Liebe klebt, Video und Freunde sind kritische Lieder. Marie hingegen ist eine Liebeserklärung an seine neugeborene Tochter.

## Titelliste
1. Hartgeld – 4:46
2. Deine Liebe klebt – 4:21
3. Video – 4:13
4. Ich will mehr – 4:15
5. Haarscharf – 5:08
6. Luxus – 4:40
7. Marie – 4:27
8. Freunde – 4:07
9. Sie – 3:52

## Singleauskopplungen
| Jahr | Titel             | Höchstplatzierung, Gesamtwochen, AuszeichnungChartplatzierungen (Jahr, Titel, , Platzierungen, Wochen, Auszeichnungen, Anmerkungen) | Höchstplatzierung, Gesamtwochen, AuszeichnungChartplatzierungen (Jahr, Titel, , Platzierungen, Wochen, Auszeichnungen, Anmerkungen) | Anmerkungen                            |
| Jahr | Titel             | DE | AT | Anmerkungen                            |
| ---- | ----------------- | --- | --- | -------------------------------------- |
| 1990 | Deine Liebe klebt | DE8 (16 Wo.)DE | AT23 (6 Wo.)AT | Erstveröffentlichung: 13. August 1990  |
| 1990 | Luxus             | DE35 (14 Wo.)DE | — | Erstveröffentlichung: 5. November 1990 |
| 1991 | Marie             | DE53 (14 Wo.)DE | — | Erstveröffentlichung: 4. Februar 1991  |
| 1991 | Haarscharf        | DE64 (9 Wo.)DE | — | Erstveröffentlichung: 1. Juli 1991     |
| 1991 | Video             | — | — | Erstveröffentlichung: 1991             |

## Rezensionen
Auf der Seite Rezensator.de hieß es: „Insgesamt kann Grönemeyer mit Luxus nicht ganz überzeugen. Textlich bietet Grönemeyer interessante Sachen an, aber musikalisch wirkt das alles doch anachronistisch“.

## Kommerzieller Erfolg

### Chartplatzierungen
| ChartsChartplatzierungen | Höchstplatzierung | Wochen |
| ------------------------ | ----------------- | ------ |
| Deutschland (GfK)        | 1 (55 Wo.)        | 55     |
| Österreich (Ö3)          | 1 (20 Wo.)        | 20     |
| Schweiz (IFPI)           | 6 (18 Wo.)        | 18     |

| ChartsJahrescharts (1990) | Platzierung |
| ------------------------- | ----------- |
| Deutschland (GfK)         | 26          |
| Österreich (Ö3)           | 23          |

| ChartsJahrescharts (1991) | Platzierung |
| ------------------------- | ----------- |
| Deutschland (GfK)         | 17          |

### Auszeichnungen für Musikverkäufe
Das Album verkaufte sich alleine in Deutschland über eine Million Mal, womit es zu den meistverkauften Musikalben des Landes der 1990er-Jahre zählt.
| Land/Region        | Auszeichnungen für Musikverkäufe (Land/Region, Auszeichnung, Verkäufe) | Verkäufe  |
| ------------------ | ---------------------------------------------------------------------- | --------- |
| Deutschland (BVMI) | 2× Platin                                                              | 1.000.000 |
| Österreich (IFPI)  | Platin                                                                 | 50.000    |
| Schweiz (IFPI)     | Gold                                                                   | 25.000    |
| Insgesamt          | 1× Gold · 3× Platin ·                                                  | 1.075.000 |